# Dusona lamellifer
Dusona lamellifer là một loài tò vò trong họ Ichneumonidae.